# Villa Tempestini
Die Villa Tempestini ist ein Landhaus aus dem 19. Jahrhundert im Gebiet von Capodimonte in Neapel in der italienischen Region Kampanien.
Den Komplex kaufte Giuseppe Tempestini in der ersten Hälfte des 19. Jahrhunderts. Seit Beginn des 20. Jahrhunderts befindet sich dort das Altersheim der Suore dello Spirito Santo.